# ギョクセキっ!
『ギョクセキっ!』は、2013年4月15日から2014年3月24日まで関西テレビの深夜番組放送枠『ヨルパチーノ』で放送されていたバラエティ番組である。放送時間は毎週月曜 24:35 - 25:30 （火曜 0:35 - 1:30、JST）。

## 概要
一部の人間を惹きつけて止まない人物・事物・現象・流行（放送上はギョクセキっ!さんと総称）について、「玉石混交」ということわざの“玉”に当たる価値を持つのか、“石”程度の価値しかないのかを3組の「判定人」が見極めるトークバラエティ。
司会は東野幸治で、東野の後輩に当たるよしもとクリエイティブ・エージェンシー所属の中堅芸人が週替わりで「紹介人」（アシスタント）を務めていた。また、基本として大阪のスタジオで2回分を収録するとともに、1回の放送で2 - 3種類のギョクセキっ!さんを判定。「判定人」も週替わりだったが、少なくとも1組に中堅・若手芸人、残り1 - 2組に多彩なゲストを迎えていた。
放送上は、ギョクセキっ!さん本人がプレゼンターとして、「判定人」の前で芸や特技を披露。ギョクセキっ!さんが人物以外の場合には、ギョクセキっ!さんに詳しい人物がプレゼンターを務めていた。ダイアンなどの中堅・若手芸人が、プレゼンターとして、事前のロケ取材で見付けたギョクセキっ!さんに相当する人物やエピソードを紹介することもあった。
以上のプレゼンテーションが終了すると、3組の「判定人」が、“玉”か“石”のオブジェを自分の席の前に置くことでギョクセキっ!さんの価値を判定。3組とも“玉”を置けば「光り輝く玉」、2組が“玉”を置けば「ほぼ玉」、2組が“石”を置けば「ほぼ石」、3組とも“石”を置けば“ただの石”とみなされる。なお、「ほぼ石」「ただの石」と判定されたプレゼンターには、背後に設けられた下り坂のセットから大きな石のオブジェを落としていた。
なお、2013年8月12日放送分からは、本編の終了後に「もうすぐ玉芸人」を放送。よしもとクリエイティブ・エージェンシー所属の若手芸人が持ちネタを披露したうえで、東野および当該回の「紹介人」が、その芸人について“玉”か“石”を判定していた。ただし、「もうすぐ玉芸人」は、当該回の本編にまで登場しなかった。

## 出演者

### レギュラー
- 東野幸治

### ナレーション
- 谷藤リョーコ
- 岡田照幸

## 放送リスト
| 2013年 | 2013年         | 2013年 | 2013年                       | 2013年                                                                          | 2013年                     |
| 回数   | 放送日(KTV)    | ギョクセキっ!さん | 紹介人                       | 判定人                                                                          | もうすぐ玉芸人             |
| ------ | -------------- | --- | ---------------------------- | ------------------------------------------------------------------------------- | -------------------------- |
| 第1回  | 2013年4月15日  | No.1 22股アイドル・谷一歩 No.2 リアルラブソング歌手・鼻毛の森 No.3 菓子振りブーム                                                                       | 高橋茂雄（サバンナ）         | 磯野貴理子 大島麻衣 八木真澄（サバンナ）                                        | -                          |
| 第2回  | 2013年4月22日  | No.4 田中卓志（アンガールズ） No.5 親子地下アイドル・おかあさんといっしょ No.6 とろサーモン                                                             | 博多大吉（博多華丸・大吉）   | 博多華丸（博多華丸・大吉） 大島麻衣 小籔千豊                                    | -                          |
| 第3回  | 2013年4月29日  | No.7 オシリ王子・竹田純 No.8 オネエ忍者・妃羽理 No.9 レイザーラモン                                                                                     | 中川礼二（中川家）           | ダイアモンドユカイ 福田彩乃 中川剛（中川家）                                    | -                          |
| 第4回  | 2013年5月6日   | No.10 バービー（フォーリンラブ） No.11 怪獣オタク・原坂一郎 No.12 レイザーラモンRG                                                                      | 大村朋宏（トータルテンボス） | 光浦靖子（オアシズ） 福田彩乃 藤田憲右（トータルテンボス）                      | -                          |
| 第5回  | 2013年5月13日  | No.13 ラブホテルデザイナー 亜美伊新 No.14 隅田美保（アジアン） No.15 ピッチ上げブーム                                                                   | 馬場園梓（アジアン）         | 武田修宏 吉木りさ 梶原雄太（キングコング）                                      | -                          |
| 第6回  | 2013年5月20日  | No.16 山本浩之 No.17 ももちになりたい57歳・あけっち No.18 バイク川崎バイク                                                                              | てつじ（シャンプーハット）   | 羽野晶紀 友近 小出水（シャンプーハット）                                        | -                          |
| 第7回  | 2013年5月27日  | No.19 品川祐 No.20 世界の尻芸人・チェリー吉武 No.21 全国狸の腹鼓大会 王者・奥田勉 No.22 たまねぎ早食いチャンピオン・滝宏隆                              | 川島明（麒麟）               | 神保悟志 友近 田村裕（麒麟）                                                    | -                          |
| 第8回  | 2013年6月3日   | No.23 ミステリー雑誌 「ムー」 No.24 ダイアンの調査VTRは玉か？石か？ 「財布にお札を下向きに揃えて入れていると、お金持ちになれるのか？」 No.25 宇都宮まき | 博多大吉（博多華丸・大吉）   | 鈴木紗理奈 IMALU 博多華丸（博多華丸・大吉）                                     | -                          |
| 第9回  | 2013年6月10日  | No.26 おそうじアイドル・CLEAR'S No.27 津田篤宏（ダイアン） No.28 超簡単！○○するだけで3割増しブーム                                                      | 博多大吉（博多華丸・大吉）   | 博多華丸（博多華丸・大吉） IMALU 西澤裕介（ダイアン）                           | -                          |
| 第10回 | 2013年6月17日  | No.29 換気扇マニア・村上淳一 No.30 ズレ味ブーム No.31 仁科克基                                                                                          | メッセンジャーあいはら       | 坂口杏里 COWCOW                                                                 | -                          |
| 第11回 | 2013年6月24日  | No.32 セクシーマジシャン・さくま心央 No.33 ものまねマジシャン・Mr.shin No.34 坊主マジシャン・ポール小林 No.35 矢野勝也（矢野・兵動）                    | 黒瀬純（パンクブーブー）     | 佐藤哲夫（パンクブーブー） 坂口杏里 兵動大樹（矢野・兵動）                      | -                          |
| 第12回 | 2013年7月8日   | No.36 メッセンジャー黒田 No.37 鼻毛の森 玉芸人ならもうひとくだり！ - 尼神インター                                                                       | たむらけんじ                 | 磯野貴理子 吉木りさ 田村裕（麒麟）                                              | -                          |
| 第13回 | 2013年7月15日  | No.38 ナジャ・グランディーバ No.39 ダンプ運転手兼読者モデル・古澤未来 No.40 天津                                                                        | てつじ（シャンプーハット）   | 月亭八光 吉木りさ 小出水（シャンプーハット）                                    | -                          |
| 第14回 | 2013年7月22日  | No.41 仁科仁美 No.42 自由気ままな冒険家・朝倉くみこ No.43 凍らせブーム                                                                                  | たむらけんじ                 | 羽野晶紀 大島麻衣 ヤナギブソン（ザ・プラン9）                                   | -                          |
| 第15回 | 2013年7月29日  | No.44 浜口順子 No.45 ディグラム No.46 地下アイドルプロデューサー・ネコミミさん                                                                          | メッセンジャーあいはら       | 小原正子（クワバタオハラ） 大島麻衣 ヤナギブソン（ザ・プラン9）                 | -                          |
| 第16回 | 2013年8月5日   | No.47 Nana No.48 ダイアンの調査VTRは玉か？石か？ 「イマドキ女子の携帯には感動メールが保護されているのか？」 No.49 ドンツキ研究家                        | 近藤春菜（ハリセンボン）     | 城田優 ラブリ 箕輪はるか（ハリセンボン）                                        | -                          |
| 第17回 | 2013年8月12日  | No.50 亜美伊おすすめ！岡山県のラブホテル No.51 内藤大助 No.52 和田正人                                                                                  | 近藤春菜（ハリセンボン）     | 西川忠志 箕輪はるか（ハリセンボン） 山根良顕（アンガールズ）                    | 浦添ウインドゥ             |
| 第18回 | 2013年8月19日  | No.53 超個性派マジシャン No.54 山路徹 | たむらけんじ                 | COWCOW 今野杏南                                                                 | カーニバル                 |
| 第19回 | 2013年8月26日  | 15分拡大SP No.55 芸能生活50周年・西川きよし No.56 全身カスタム女子・ヴァニラ No.57 コンビニのプロ・竹内稔                                               | メッセンジャーあいはら       | 国生さゆり COWCOW 兵動大樹（矢野・兵動）                                        | ななまがり                 |
| 第20回 | 2013年9月9日   | 怖い話スペシャル | 綾部祐二（ピース）           | 磯野貴理子 大島麻衣 又吉直樹（ピース）                                          | アイロンヘッド             |
| 第21回 | 2013年9月16日  | No.58 ナジャ・グランディーバ No.59 元SDN48・光上せあら No.60 市川義一（女と男）                                                                         | 綾部祐二（ピース）           | 野沢直子 坂口杏里 又吉直樹（ピース）                                            | 馬と魚                     |
| 第22回 | 2013年9月23日  | No.61 さとう珠緒 日本全国ご当地調味料ランキング ダイアン vs 銀シャリ 勝つのはどっち？ 「イマドキ女子の保護メール調査」                                  | メッセンジャーあいはら       | 麒麟 菊地亜美（アイドリング!!!）                                                | カバと爆ノ介               |
| 第23回 | 2013年9月30日  | No.62 ロバート 玉プレゼンはどっち！？超ローカルタウン情報バトル！ 「枚方市 vs 阿倍野・天王寺」                                                          | 川島明（麒麟）               | 浜口順子 菊地亜美（アイドリング!!!） ダイアン                                   | 守谷日和                   |
| 第24回 | 2013年10月7日  | No.63 スピリチュアル女子大生・CHIE 怖い話スペシャル（続編） ダイアンの調査VTRは玉か？石か？ 「ぽっちゃりビジネスブーム」                                | ノブ小池（千鳥）             | 小籔千豊 大島麻衣 大悟（千鳥）                                                  | ヒガシ逢ウサカ             |
| 第25回 | 2013年10月14日 | No.64 亜美伊おすすめ！三重県のラブホテル No.65 山路徹 No.66 日本キョーカイ協会                                                                          | メッセンジャーあいはら       | 小原正子（クワバタオハラ） 大島麻衣 小籔千豊                                    | 男性ブランコ               |
| 第26回 | 2013年10月21日 | No.66 加藤鷹（54） No.67 山口敏太郎 ダイアンの調査VTRは玉か？石か？ 「胸キュンサプライズ調査」                                                          | メッセンジャーあいはら       | COWCOW 吉木りさ                                                                 | バターぬりえ               |
| 第27回 | 2013年11月4日  | No.68 美奈子 No.69 中村愛 山口敏太郎 | メッセンジャーあいはら       | 国生さゆり 吉木りさ COWCOW                                                      | 霜降り明星                 |
| SP     | 2013年11月9日  | 伊吹吾郎 メッセンジャー黒田 知って得する節約クイズ 市川義一（女と男）                                                                                   | 川島明（麒麟）               | 石田純一 磯野貴理子 小籔千豊 千鳥 福田彩乃                                      | -                          |
| 第28回 | 2013年11月11日 | No.70 小林恵美 バービー No.71 日常研究家・斎藤公輔 | 川島明（麒麟）               | 国生さゆり 今野杏南 梶原雄太（キングコング）                                    | ダブルアート               |
| 第29回 | 2013年11月18日 | 個性派マジシャン特集 ダイアンの調査VTRは玉か？石か？ 「イマドキ女子は手帖にどんな事を書いているのか？」                                                 | 川島明（麒麟）               | 次長課長 今野杏南                                                               | 土佐駒                     |
| 第30回 | 2013年11月25日 | No.72 KONAN No.73 脅威の霊能力！パシンペロン ダイアンの調査VTRは玉か？石か？ 「イマドキ女子のカバンの中にはどんなものが入っているのか？」               | メッセンジャーあいはら       | 大悟（千鳥） 坂口杏里 田村裕（麒麟）                                            | デルマパンゲ               |
| 第31回 | 2013年12月2日  | No.74 橋本マナミ 玉プレゼンはどっち！？超ローカルタウン情報バトル！ 「寝屋川 vs 岸和田」                                                                | メッセンジャーあいはら       | 神保悟志 坂口杏里 大悟（千鳥）                                                  | ミルクボーイ               |
| 第32回 | 2013年12月9日  | 山口敏太郎 レイザーラモン ダイアンの調査VTRは玉か？石か？ 「イマドキ女子の携帯にはどんな感動メールが保護されているのか in 神戸」                        | ノブ小池（千鳥）             | 花田虎上 杉本有美 大悟（千鳥）                                                  | コロコロチキチキペッパーズ |
| 第33回 | 2013年12月16日 | No.75 野呂佳代 No.76 CYBORG KAORI No.77 資格マニア 市川義一（女と男）                                                                                   | メッセンジャーあいはら       | 羽野晶紀 杉本有美 ダイアン                                                      | ZAZY                       |
| 第34回 | 2013年12月23日 | 今年最も石だったのは…？ 石オブザイヤーを決定！ 矢野勝也（矢野・兵動） 中村愛 津田篤宏（ダイアン） ぼっちビジネスを調査 - ダイアン                       | メッセンジャーあいはら       | 小原正子（クワバタオハラ） 吉木りさ 兵動大樹（矢野・兵動） 西澤裕介（ダイアン） | ゆりやんレトリィバァ       |

| 2014年 | 2014年        | 2014年 | 2014年                 | 2014年                                                                             | 2014年          |
| 回数   | 放送日(KTV)   | ギョクセキっ!さん | 紹介人                 | 判定人                                                                             | もうすぐ玉芸人  |
| ------ | ------------- | --- | ---------------------- | ---------------------------------------------------------------------------------- | --------------- |
| 第35回 | 2014年1月13日 | No.78 ナジャ・グランディーバ No.79 庄司智春 | ノブ小池（千鳥）       | 浜口順子 佐野ひなこ ダイアン                                                       | セルライトスパ  |
| 第36回 | 2014年1月20日 | 玉プレゼンはどっち！？超ローカルタウン情報バトル！ 「天満 vs 吹田」（天満担当：銀シャリ、吹田担当：麒麟・田村） へそ占い                                                                           | メッセンジャーあいはら | 川島明（麒麟） 葉加瀬マイ ヤナギブソン（ザ・プラン9）                              | カーニバル      |
| 第37回 | 2014年1月27日 | 新企画！アラサーグラドルの未来は玉か？石か？ No.80 杉原杏璃 あの県に行ったらゼッタイ買え！ご当地スーパーの名品 玉ランキング 亜美伊おすすめ！名古屋のラブホテル                                     | 川島明（麒麟）         | 浜口順子 佐野ひなこ ダイアン                                                       | ななまがり      |
| 第38回 | 2014年2月3日  | 最も石な男は誰だ！？石紹介人決定SP メッセンジャーあいはら 川島明（麒麟） ノブ小池 もう一度見たい！玉シーン集                                                                                       | -                      | 大悟（千鳥） ダイアン                                                              | アイロンヘッド  |
| 第39回 | 2014年2月10日 | 玉賢者SP 山路徹 上田昌幸（ツートンカラー） 島田文昭 市川義一（女と男） | メッセンジャーあいはら | 鈴木紗理奈 坂口杏里 ヤナギブソン（ザ・プラン9）                                    | 馬と魚          |
| 第40回 | 2014年2月17日 | No.83 市川紗椰 No.84 スリムクラブ No.85 旭電機化成 | 川島明（麒麟）         | 坂口杏里 千鳥                                                                      | カバと爆ノ介    |
| 第41回 | 2014年2月24日 | No.86 KiLa No.87 バッファロー吾郎 No.88 マジックジェミー | メッセンジャーあいはら | 梶原雄太（キングコング） 山地まり 井上聡（次長課長）                               | 守谷日和        |
| 第42回 | 2014年3月3日  | 山口敏太郎 2014年オカルト界の大予想 ダイアンの調査VTRは玉か？石か？ 「41都道県に関西の石な所を聞き込み調査」                                                                                       | メッセンジャーあいはら | 花田虎上 吉本実憂 井上聡（次長課長）                                               | Dr.ハインリッヒ |
| 第43回 | 2014年3月17日 | ダイアンの調査VTRは玉か？石か？ 「ダイオウイカを捕獲せよ」 「イマドキ女子の携帯にはどんな感動メールが保護されているのかin沖縄」 人気モノマネ芸人のマニアックモノマネは玉か？石か？ みかん やしろ優 | 川島明（麒麟）         | 宮川大輔 鈴木奈々 サバンナ                                                         | ジュリエッタ    |
| 第44回 | 2014年3月24日 | ノブ小池の大回しSP ナジャグランディーバ | ノブ小池（千鳥）       | 宮川大輔 中川家 メッセンジャーあいはら COWCOW 大悟（千鳥） 川島明（麒麟） ダイアン | 矢野号          |

## エンディングテーマ
- 藤井隆 - 「I just want to hold you」（2013年4月 - 5月）
- TONPEI - 「夢は途中」（2013年6月 - 7月）
- ぽこた - 「be foolish///」（2013年8月）
- MY SCHOOL - 「HEY YOU!」（2013年9月）
- NMB48 - 「カモネギックス」（2013年10月）
- 音速ライン - 「ありがとね」（2013年11月）
- Hinton Battle meets Count Basie Orchestra - 「It Don't Mean A Thing」（2013年12月）
- fumika - 「泣きたい僕ら」（2014年）

## 放送局
| 放送対象地域 | 放送局     | 系列           | 放送曜日・時間                          | 放送開始日    | 備考   |
| ------------ | ---------- | -------------- | --------------------------------------- | ------------- | ------ |
| 近畿広域圏   | 関西テレビ | フジテレビ系列 | 月曜 24:35 - 25:30 （火曜 0:35 - 1:30） | 2013年4月15日 | 制作局 |
| 長崎県       | テレビ長崎 | フジテレビ系列 | 火曜 24:45 - 25:45 （水曜 0:45 - 1:45） | 2013年10月8日 |        |

## スタッフ

### 番組終了時のスタッフ
- 構成：やまだともカズ、友光哲也
- リサーチ：勝浦慎吾、式部阿礼、鈴木一史
- TD/SW：日浅宏一（KTV）
- CAM：芳山貴勇（KTV）
- VE：加藤要（KTV）
- MIX：水川賢一（KTV）
- LD：金子宗央（KTV）
- 編集：岡田秀夫、早川徹哉
- MA：篠田竜作
- 美術プロデューサー：西川夏子（KTV）
- デザイン：山本直人
- 美術進行：西口英希
- 大道具：柚垣成治
- メイク：ビーム
- 装飾：高津商会
- 衣裳：東京衣裳
- 編成：野村亙（KTV）
- 宣伝：羽藤ゆかり（KTV）
- 技術協力：ウエストワン、大阪共立、イングス、テレコープ
- 協力：クラッチ.、バックアップメディア、東通企画、ディーレック
- ディレクター：宮内宏輔（クラッチ.）、大西文志郎（KTV）、中野明、和田善樹（D-REC）、佐久間俊輔（BACK-UP）
- チーフディレクター：赤堀弘樹（KTV）
- プロデューサー：加藤麻衣（KTV）、坂口大輔（よしもとクリエイティブ・エージェンシー）
- 制作協力：吉本興業
- 制作著作：関西テレビ

### 途中まで参加していたスタッフ
- TM：大嶋徹（#1・2）
- CAM：磯前裕之（#1・2）
- VE：小野寺毅（#1・2）
- MIX：筒井亨（KTV）
- LD：大石竜也（KTV）
- 美術プロデューサー：乗本孝治（KTV）
- 美術制作：木村文洋（#1・2）
- 美術進行：林政之（#1・2）
- 大道具：村上公志（#1・2）
- メイク：武部千里（#1・2）
- 技術・美術協力：共同テレビジョン、FLT、フジアール